# Тунцельман фон Адлерфлуг, Николай Николаевич
Николай Николаевич Тунцельман фон Адлерфлуг (24 февраля 1867, Эстляндская губерния, Российская империя — 31 июля 1933, Копенгаген, Дания) — русский военачальник, генерал-майор.

## Биография
Родился 24 февраля 1867 года в православной семье дворян. Отец — Тунцельман, Николай Антонович фон Адлерфлуг (1828—1905) — генерал-майор.
Образование получил в Пажеском корпусе. В службу вступил 1 октября 1885 года.
Выпущен подпоручиком (ст. 07.08.1887) в лейб-гвардии Семёновский полк. Поручик (ст. 07.08.1891), штабс-капитан (ст. 06.12.1898).
Окончил Офицерскую стрелковую школу на «успешно». Командовал ротой. Капитан (ст. 06.05.1900), полковник (ст. 06.12.1907).
В составе лейб-гвардии Семёновского полка участвовал в подавлении декабрьского 1905 года вооружённого восстания в Москве, за что был награждён орденом Св. Анны 3-й степени.
На 23 января 1914 года находился в том же чине в лейб-гвардии Семёновском полку. Командир 86-го пехотного Вильманстрандского полка (с 23.01.1914).
Участник Первой мировой войны. Участник Восточно-Прусской операции. Под Лодзью был ранен. При выносе с поля боя попал под пулемётный огонь и получил 12 ранений в ногу, следствием чего стала её ампутация (позже Тунцельман передвигался на костылях).
С 25 марта 1915 года состоял в резерве чинов при штабе Двинского военного округа. Генерал-майор (1917). После Октябрьской революции остался в России.
В 1924 году выехал за границу «как инвалид и уроженец Эстонии». Был членом правления Союза взаимопомощи русских офицеров в Дании.
Умер 31 июля 1933 года в Копенгагене. Погребён на русском участке городского кладбища «Ассистанс».
Супруга — Александра Тунцельман фон Адлерфлуг (1867—1933) — похоронена вместе с мужем.

## Награды
- Награждён орденами Св. Анны 3-й степени (1905)[2]; Св. Станислава 2-й степени (1908); Св. Анны 2-й степени (1911); Св. Владимира 4-й степени (1913); Св. Владимира 3-й степени с мечами (1915); мечи и бант к ордену Св. Владимира 4-й степени (1915).